# Alter jüdischer Friedhof (Ludwigsburg)

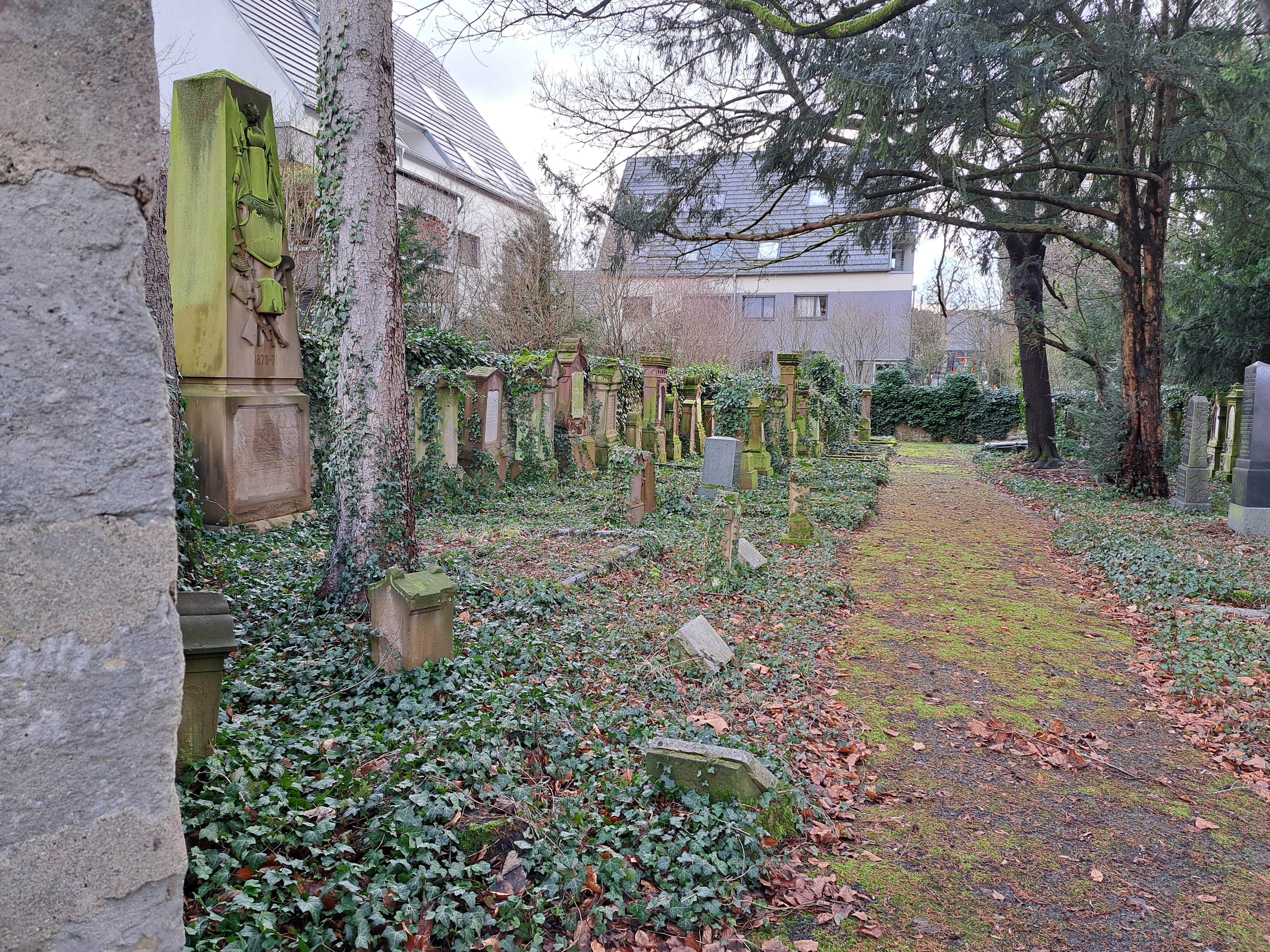
Alter jüdischer Friedhof in Ludwigsburg

Der Alte jüdische Friedhof Ludwigsburg ist ein jüdischer Friedhof in Ludwigsburg in Baden-Württemberg.

## Geschichte
Der Friedhof wurde im Jahr 1870 in unmittelbarer Nachbarschaft des alten städtischen Friedhofs angelegt (Einweihung am 25. September 1870), nachdem die Verstorbenen der jüdischen Gemeinde von Ludwigsburg zuvor auf den Friedhöfen von Freudental und dann Hochberg bestattet worden waren. Die feierliche Einweihung eines Denkmals für zwei im Deutsch-Französischen Krieg 1870/71 ums Leben gekommene jüdische Soldaten, einen deutschen (Heinrich Heydemann, † 24. September 1870) und einen französischen (Isidor Michel, † 6. Dezember 1870), die 1870 hier mit den beiden ersten Bestattungen nebeneinander beigesetzt worden waren, erfolgte unter großer öffentlicher Anteilnahme am 6. August 1873. Bereits zu Beginn des 20. Jahrhunderts wurde der Alte jüdische Friedhof mit seinen insgesamt rund 100 Bestattungen durch einen neuen an der Harteneckstraße abgelöst.